# Biblioteca (Pseudo-Apollodoro)
La Biblioteca è un antico manuale di mitografia, suddiviso in tre libri, che contiene un'ampia raccolta di leggende tradizionali appartenenti alla mitologia greca e all'epica eroica.
Tradizionalmente attribuito ad Apollodoro di Atene, il suo autore è oggi convenzionalmente indicato con il nome di Pseudo-Apollodoro.

## Autore e datazione
Alcuni dei manoscritti dell'opera riportano come autore un certo Apollodoro, erroneamente identificato con Apollodoro di Atene (II secolo a.C.), un allievo di Aristarco di Samotracia, principalmente perché si sa - da riferimenti presenti in alcuni scolii - che questi scrisse un compendio mitografico-religioso, Sugli dei, i cui frammenti, tuttavia, sono caratterizzati da un'indagine erudito-etimologica assente nel testo in questione.
Il nostro testo, invece, cita un autore romano, Castore di Rodi, che fu contemporaneo di Cicerone e visse, quindi, nel I secolo a.C. L'attribuzione errata risulta già all'epoca del Patriarca Fozio e si perpetuò anche nel resto del Medioevo bizantino, fino almeno a Eustazio di Tessalonica e Giovanni Tzetzes.

## Struttura
Sfortunatamente la Biblioteca, che originariamente si componeva forse di quattro libri, non ci è giunta completa: parte del terzo libro e tutto il quarto sono andati perduti.
Il libro I si apre con la Teogonia, partendo da Urano e Gea per arrivare alla nascita e vittoria di Zeus su Crono, cui segue la Titanomachia e la spartizione dell'universo tra i fratelli Zeus, Poseidone e Ade. L'autore procede, poi, a delineare prerogative e miti legati agli dei dell'Olimpo, tra cui spiccano i fratelli Apollo e Artemide, Demetra e sua figlia Persefone. Segue la Gigantomachia e il mito di Prometeo e del diluvio di Deucalione. Dopo il diluvio, l'autore delinea i miti delle singole stirpi, iniziando da quella di Eolo, per concentrarsi su Eneo e i suoi figli Meleagro e Tideo, spostandosi, poi, agli altri Eolidiː Melampo, Admeto, Pelia, che gli consente di trattare estesamente degli Argonauti.
Il Libro II tratta degli Atlantidi, partendo da Io e le Danaidi, per poi trattare di Preto e Bellerofonte e concentrarsi sui due semidei più importanti di questa stirpe, ossia Perseo e il suo discendente Eracle, le cui imprese vengono trattate in modo approfondito, continuando fino ai suoi discendenti, gli Eraclidi.
Nel terzo libro si esaminano i discendenti di Europa (Minosse e i suoi figli) e di Cadmo, con le vicende legate a Dioniso, per poi concentrarsi sui Labdacidi, con le storie di Edipo, dei Sette contro Tebe e degli Epigoni. L'autore si occupa, poi, di Licaone e Callisto, di Auge e delle Pleiadi, spingendosi a trattare di Leda, di sua figlia Elena e dei Dioscuri. L'occasione relativa a Elena gli consente di trattare dei miti troiani e di Peleo e Teti, giungendo alle soglie della guerra di Troia. Infine, si tratta dei miti legati all'Attica, culminanti con Teseo, con le cui prime imprese la Biblioteca si interrompe bruscamente.
La parte restante, che forse componeva un quarto libro, è ricostruibile da un'epitome realizzata sulla base dell'opera completa, che permette di ricostruire in parte i contenuti delle parti non pervenute. I 7 capitoli in cui è stata divisa l'epitome dagli editori comprendono il resto delle imprese di Teseo e i miti legati ai Pelopidi, dopo i quali, per 5 capitoli, si trattano i miti omerici, partendo dagli antehomerica per poi riassumere l'Iliade, continuando con i posthomerica, i nostoi e, infine, il ritorno e la morte di Odisseo, con cui si chiude l'età eroica.

## Importanza
Unica opera di questo tipo a essere giunta fino a noi dall'antichità classica, la Biblioteca è una guida fondamentale allo studio della mitologia greca, che essa tratta a partire dalle leggende sull'origine dell'universo fino alle vicende della guerra di Troia.
Fonte primaria per la mitologia greca, la Biblioteca è, quindi, un'opera indispensabile per chiunque sia interessato alla mitologia classica, considerando sia la sua particolarità di compendio completo, sia gli spunti che fornisce per comprendere come gli stessi antichi Greci guardassero alla loro tradizione mitica.